# 園田直
園田直（そのだ すなお，1913年12月11日—1984年4月2日），日本政治家、外交家、陸軍軍人。

## 生平
出生於熊本縣天草下島。園田是熊本縣議會議員的園田二三四的長子，中學畢業後進入大阪牙科專門學校（今大阪牙科大學）就讀，1935年中途退學，進入步兵第13連隊服役。退役後到天草郡下浦小學校助教。1937年進入本溪湖煤鐵公司工作。同年12月因軍隊召集退役兵而再次從軍，任官預備陸軍少尉，再次進入步兵第13連隊。1940年晉升為陸軍中尉；1943年晉升為陸軍大尉，進入特別攻擊隊。1945年戰爭結束後復員。
1946年當選天草郡一町田村村長。1947年初次參加眾議院議員總選舉就當選，以後連續當選了15次眾議員。議員生涯開始時就和在野黨派民主黨的北村德太郎、中曾根康弘等人一同發起運動。後來相繼參加了改進黨、日本民主黨，後來隨河野一郎進入自由民主黨。
1967年出任佐藤內閣中的厚生大臣，上任伊始就到訪水俣市，向水俣病的受害人及家屬謝罪，贏得好評。1968年出任自民黨國會對策委員長。
1970年旧森派（春秋會）會長森清逝世，園田接任會長，園田派從事形成。在1972年的自民黨總裁選舉中全力支持福田赳夫，不過福田最終敗於田中角榮。選舉過後，園田派解散，併入福田派。
1976年在「倒三木」活動中聯合大平派、田中派等組成「舉黨協」要求三木武夫辭職。同年福田赳夫上任內閣總理大臣，園田出任福田內閣的內閣官房長官。第二年內閣改組，由安倍晉太郎接任內閣官房長官，園田轉任外務大臣，並且在之後的第一次大平內閣中獲邀繼續留任。第一次擔任外相期間，他被委派與中方進行締結《日中和平友好條約》的談判，並且簽訂了此條約。
1979年的四十日抗爭中，他投票支持大平正芳繼續留任，被福田派開除。1980年在鈴木善幸內閣中再次出任厚生大臣，第二年接任因為處理與首相的日美關係看法不一致而辭職的伊東正義再次擔任外務大臣。
1984年因為急性腎衰竭病逝，享年70歲。

## 家庭
- 父親：園田二三四（前熊本縣議員）
- 第三任妻子：園田天光光（第一代眾議院女議員）
- 兒子：園田博之（曾任眾議院議員）
- 兒子：園田直飛人